# Franz Wüllner
Franz Wüllner (28 janvier 1832 - 7 septembre 1902) est un compositeur et un chef d'orchestre allemand. Il a dirigé les premières représentations des opéras de Richard Wagner : L'Or du Rhin et La Walkyrie, le 22 septembre 1869 et le 26 juin 1870.

## Biographie
Il fut notamment directeur du conservatoire de Cologne, où il eut comme élève le futur et prestigieux chef d'orchestre Willem Mengelberg.